# 대한민국의 사적 (2000년대)
사적(史蹟)은 기념물 가운데 선사시대의 유적 및 고분, 정치 및 전쟁에 관한 유적, 제사ㆍ신앙에 관한 유적, 산업ㆍ교통ㆍ토목에 관한 유적, 교육ㆍ사회사업 관계 유적, 분묘와 비석 등의 유적으로 중요한 것을 말한다.

## 지정 목록 (2000년대)
| 번호  | 사진 | 명칭 | 소재지                                                           | 관리자 (단체)             | 지정일                                                        | 참조 |
| 420호 |      | 부여 능안골 고분군 (扶餘 陵안골 古墳群) (Ancient Tombs in Neungangol, Buyeo) | 충남 부여군 부여읍 능산리 75-7외                                 | 부여군                    | 2000년 7월 22일 지정                                          |      |
| 421호 |      | 삼척 두타산 이승휴 유적 (三陟 頭陀山 李承休 遺蹟) (Historic Site Related to Yi Seung-hyu in Dutasan Mountain, Samcheok)                                                                                                | 강원 삼척시 미로면 동안로 816, 외 (내미로리)                     | 삼척시                    | 2000년 9월 16일 지정                                          |      |
| 422호 |      | 하남 이성산성 (河南 二聖山城) (Iseongsanseong Fortress, Hanam) | 경기 하남시 춘궁동 산 36번지외                                   | 하남시                    | 2000년 9월 16일 지정                                          |      |
| 423호 |      | 이천 설봉산성 (利川 雪峯山城) (Seolbongsanseong Fortress, Icheon) | 경기 이천시 사음동 산 24번지외                                   | 이천시                    | 2000년 9월 16일 지정                                          |      |
| 424호 |      | 대한성공회 강화성당 (大韓聖公會 江華聖堂) (Ganghwa Anglican Church) | 인천 강화군 강화읍 관청길 22 (관청리)                            | .                         | 2001년 1월 4일 지정                                           |      |
| 425호 |      | 부여 화지산 유적 (扶餘 花枝山 遺蹟) (Archaeological Site in Hwajisan Mountain, Buyeo) | 충남 부여군 부여읍 동남리 105번지 외                             | 부여군                    | 2001년 1월 4일 지정                                           |      |
| 426호 |      | 고성 문암리 유적 (高城 文巖里 遺蹟) (Archaeological Site in Munam-ri, Goseong) | 강원 고성군 죽왕면 문암진리 1번지외                              | 고성군                    | 2001년 2월 5일 지정                                           |      |
| 427호 |      | 부여 왕흥사지 (扶餘 王興寺址) (Wangheungsa Temple Site, Buyeo) | 충남 부여군 규암면 신리 37-2번지외                               | 부여군                    | 2001년 2월 5일 지정                                           |      |
| 428호 |      | 부여 관북리 유적 (扶餘 官北里 遺蹟) (Archaeological Site in Gwanbuk-ri, Buyeo) | 충남 부여군 부여읍 관북리 33외                                   | 부여군                    | 2001년 2월 5일 지정                                           |      |
| 429호 |      | 김해 구지봉 (金海 龜旨峰) (Gujibong Peak, Gimhae) | 경남 김해시 구산동 산81-2번지 일원                               | 김해시                    | 2001년 3월 7일 지정                                           |      |
| 430호 |      | 경주 손곡동과 물천리 유적 (慶州 蓀谷洞과 勿川里 遺蹟) (Archaeological Site in Songok-dong and Mulcheon-ri, Gyeongju)                                                                                                   | 경북 경주시 손곡동,천북면 물천리 일원                            | .                         | 2001년 4월 28일 지정                                          |      |
| 431호 |      | 홍성 홍주의사총 (洪城 洪州義士塚) (Tomb of Patriotic Martyrs, Hongseong) | 충남 홍성군 홍성읍 의사로 79, 외 (대교리)                        | 홍성군                    | 2001년 8월 17일 지정                                          |      |
| 432호 |      | 해남 윤선도 유적 (海南 尹善道 遺蹟) (Historic Site Related to Yun Seon-do, Haenam) | 전남 해남군 현산면 구시리 산181 외                               | .                         | 2001년 8월 17일 지정                                          |      |
| 433호 |      | 공주 장선리 유적 (公州 長善里 遺蹟) (Archaeological Site in Jangseon-ri, Gongju) | 충남 공주시 탄천면 장선리 151-6외                                | 공주시                    | 2001년 9월 11일 지정                                          |      |
| 434호 |      | 부여 능산리 사지 (扶餘 陵山里 寺址) (Temple Site in Neungsan-ri, Buyeo) | 충남 부여군 부여읍 능산리 산15-1 외                              | 부여군                    | 2001년 9월 29일 지정                                          |      |
| 435호 |      | 부여 금강사지 (扶餘 金剛寺址) (Geumgangsa Temple Site, Buyeo) | 충남 부여군 은산면 금공리 13-1외                                 | 부여군                    | 2001년 9월 29일 지정                                          |      |
| 436호 |      | 서울 선농단 (서울 先農壇) (Seonnongdan Altar, Seoul) | 서울 동대문구 제기동 274-1                                       | 동대문구                  | 2001년 12월 29일 지정, 2011년 7월 28일 명칭변경               |      |
| 437호 |      | 파주 칠중성 (坡州 七重城) (Chiljungseong Fortress, Paju) | 경기 파주시 적성면 구읍리 산148외                                | 파주시                    | 2002년 1월 29일 지정                                          |      |
| 438호 |      | 안국동윤보선가 (安國洞尹潽善家) (Yun Po-sun's House in Anguk-dong) | 서울 종로구 안국동 8-1외                                         | 영안주식회사              | 2002년 1월 29일 지정                                          |      |
| 439호 |      | 원주 강원감영 (原州 江原監營) (Gangwongamyeong Provincial Office, Wonju) | 강원 원주시 원일로 85 (일산동)                                   | 원주시                    | 2002년 3월 9일 지정                                           |      |
| 440호 |      | 서울 초안산 분묘군 (서울 楚安山 墳墓群) (Tombs in Choansan Mountain, Seoul) | 서울 노원구 월계동 산8-3 외, 도봉구 창동 산202-1 외              | 서울시                    | 2002년 3월 9일 지정, 2011년 7월 28일 명칭변경                 |      |
| 441호 |      | 시흥 오이도 유적 (始興 烏耳島 遺蹟) (Archaeological Site in Oido, Siheung) | 경기 시흥시 정왕동 914번지 등                                    | 시흥시                    | 2002년 4월 1일 지정                                           |      |
| 442호 |      | 구 대구의학전문학교 본관 (舊 大邱醫學專門學校 本館) (Main Building of Former Daegu College of Medicine) | 대구 중구 국채보상로 680 (동인동2가)                             | 경북대학교                | 2003년 1월 28일 지정                                          |      |
| 443호 |      | 구 도립대구병원 (舊 道立大邱病院) (Former Daegu Provincial Hospital) | 대구 중구 동덕로 130 (삼덕동2가)                                 | 경북대학교                | 2003년 1월 28일 지정                                          |      |
| 444호 |      | 성주 세종대왕자 태실 (星州 世宗大王子 胎室) (Placenta Chambers of King Sejong's Sons, Seongju) | 경북 성주군 월항면 인촌리 산8                                    | 성주군                    | 2003년 3월 6일 지정                                           |      |
| 445호 |      | 충주 숭선사지 (忠州 崇善寺址) (Sungseonsa Temple Site, Chungju) | 충북 충주시 신니면 문숭리 862-2외                                | 충주시                    | 2003년 4월 25일 지정                                          |      |
| 446호 |      | 영월 정양산성 (寧越 正陽山城) (Jeongyangsanseong Fortress, Yeongwol) | 강원 영월군 영월읍 정양리 산1-1외 8필                            | 영월군                    | 2003년 6월 2일 지정                                           |      |
| 447호 |      | 원주 영원산성 (原州 領願山城) (Yeongwonsanseong Fortress, Wonju) | 강원 원주시 판부면 금대리 산50-2 외                              | 원주시                    | 2003년 6월 2일 지정                                           |      |
| 448호 |      | 강릉 굴산사지 (江陵 崛山寺址) (Gulsansa Temple Site, Gangneung) | 강원 강릉시 구정면 학산리 597외                                  | 강릉시                    | 2003년 6월 2일 지정                                           |      |
| 449호 |      | 해남 군곡리 패총 (海南 郡谷里 貝塚) (Shell Mound in Gungok-ri, Haenam) | 전남 해남군 송지면 군곡리                                        | 해남군                    | 2003년 7월 2일 지정                                           |      |
| 450호 |      | 사천 늑도 유적 (泗川 勒島 遺蹟) (Archaeological Site on Neukdo Island, Sacheon) | 경남 사천시 늑도동                                               | 사천시                    | 2003년 7월 2일 지정                                           |      |
| 451호 |      | 화성 마하리 고분군 (華城 馬霞里 古墳群) (Ancient Tombs in Maha-ri, Hwaseong) | 경기 화성시 봉담읍 마하리 산40외                                 | 화성시                    | 2003년 8월 29일 지정                                          |      |
| 452호 |      | 강화 외성 (江華 外城) (Outer Wall of Ganghwa Fortress) | 인천 강화군 강화읍, 선원면, 불은면, 길상면 일원(강화도)          | 강화군                    | 2003년 10월 25일 지정                                         |      |
| 453호 |      | 하동읍성 (河東邑城) (Hadongeupseong Walled Town) | 경남 하동군 고전면 고하리 산151일원                              | 하동군                    | 2004년 5월 31일 지정                                          |      |
| 454호 |      | 김해 양동리 고분군 (金海 良洞里 古墳群) (Ancient Tombs in Yangdong-ri, Gimhae) | 경남 김해시 주촌면 양동리 산3번지 등                             | 김해시                    | 2004년 7월 24일 지정                                          |      |
| 455호 |      | 아차산 일대 보루군 (阿且山 一帶 堡壘群) (Forts in Achasan Mountain) | 서울 . 광진구·중랑구·노원구 및 경기도 구리시 일대                | 서울시,구리시             | 2004년 10월 27일 지정, 2011년 7월 28일 명칭변경               |      |
| 456호 |      | 나주 오량동 요지 (羅州 五良洞 窯址) (Kiln Site in Oryang-dong, Naju) | 전남 나주시 오량동 산27번지 일원                                 | 나주시                    | 2004년 10월 27일 지정                                         |      |
| 457호 |      | 경주 춘양교지와 월정교지 (慶州 春陽橋址와 月精橋址) (Chunyanggyo and Woljeonggyo Bridge Sites, Gyeongju) | 경북 경주시 인왕동 921-1외, 교동 274 등                          | 경주시                    | 2004년 11월 27일 지정                                         |      |
| 458호 |      | 순천 월평 유적 (順天 月坪 遺蹟) (Archaeological Site in Wolpyeong, Suncheon) | 전남 순천시 외서면 월암리(월평마을) 189-1외 일원                 | 순천시                    | 2004년 12월 27일 지정                                         |      |
| 459호 |      | 밀양 박익 벽화묘 (密陽 朴翊 壁畵墓) (Mural Tomb of Bak Ik, Miryang) | 경남 밀양시 청도면 고법리 산 134내                               | .                         | 2005년 2월 5일 지정                                           |      |
| 460호 |      | 공주 수촌리 고분군 (公州 水村里 古墳群) (Ancient Tombs in Suchon-ri, Gongju) | 충남 공주시 의당면 수촌리 201 외 일원                            | 공주시                    | 2005년 3월 3일 지정                                           |      |
| 461호 |      | 서울 청계천 유적(광통교지, 수표교지와 오간수문지) (서울 淸溪川 遺蹟(廣通橋地, 水標橋址와 五間水門址)) (Historic Sites of Cheonggyecheon Stream, Seoul (Gwangtonggyo Bridge, Supyogyo Bridge, and Ogansumun Watergate)) | 서울 종로구 관철동 270-1외, 중구 남대문로 9 외                   | 서울특별시                | 2005년 3월 25일 지정, 2011년 7월 28일 명칭변경                |      |
| 462호 |      | 서울부암동백석동천유적 (서울付岩洞白石洞天遺蹟) | 서울 종로구 부암동 115 일대                                      | 종로구                    | 2005년 3월 25일 지정, 2008년 1월 8일 해제, 명승 제36호로 지정 |      |
| 463호 |      | 충주 누암리 고분군 (忠州樓岩里古墳群) (Ancient Tombs in Nuam-ri, Chungju) | 충북 충주시 중앙탑면 누암리 산41 외 일원                         | 충주시                    | 2005년 3월 25일 지정                                          |      |
| 464호 |      | 파주 혜음원지 (坡州 惠蔭院址) (Hyeeumwon Inn Site, Paju) | 경기 파주시 광탄면 용미4리 234-1 일원                            | 파주시                    | 2005년 6월 13일 지정, 2011년 7월 28일 명칭변경                |      |
| 465호 |      | 서울 경교장 (서울 京橋莊) (Gyeonggyojang House, Seoul) | 서울 종로구 평동 108-1                                           | .                         | 2005년 6월 13일 지정                                          |      |
| 466호 |      | 원주 법천사지 (原州 法泉寺址) (Beopcheonsa Temple Site, Wonju) | 강원 원주시 부론면 법천리 629 외                                 | 원주시                    | 2005년 8월 31일 지정                                          |      |
| 467호 |      | 연천 호로고루 (漣川 瓠蘆古壘) (Horogoru Embankment, Yeoncheon) | 경기 연천군 장남면 원당리 1257-1번지 등                          | 연천군(연천군수)          | 2006년 1월 2일 지정                                           |      |
| 468호 |      | 연천 당포성 (漣川 堂浦城) (Dangposeong Fortress, Yeoncheon) | 경기 연천군 미산면 동이리 778 등                                 | 연천군(연천군수)          | 2006년 1월 2일 지정                                           |      |
| 469호 |      | 연천 은대리성 (漣川 隱垈里城) (Eundaeriseong Fortress, Yeoncheon) | 경기 연천군 전곡읍 은대리 577 등                                 | 연천군(연천군수)          | 2006년 1월 2일 지정                                           |      |
| 470호 |      | 구미 황상동 고분군 (龜尾 黃桑洞 古墳群) (Eundaeriseong Fortress, Yeoncheon) | 경북 구미시 황상동 산68 외                                       | 구미시                    | 2006년 3월 7일 지정                                           |      |
| 471호 |      | 완주 위봉산성 (完州 威鳳山城) (Wibongsanseong Fortress, Wanju) | 전북 완주군 소양면 대흥리 1-32 외                                | 완주군(완주군수)          | 2006년 4월 6일 지정                                           |      |
| 472호 |      | 창원 진동리 유적 (昌原 鎭東里 遺蹟) (Archaeological Site in Jindong-ri, Changwon) | 경남 창원시 마산합포구 진동면 진동리 130 외                      | 창원시(창원시장)          | 2006년 8월 29일 지정                                          |      |
| 473호 |      | 서천 봉선리 유적 (舒川 鳳仙里 遺蹟) (Archaeological Site in Bongseon-ri, Seocheon) | 충남 서천군 시초면 봉선리581외                                   | 서천군(서천군수)          | 2006년 11월 6일 지정                                          |      |
| 474호 |      | 공주 정지산 유적 (公州 艇止山 遺蹟) (Archaeological Site in Jeongjisan Mountain, Gongju) | 충남 공주시 금성동 산1 외                                        | 공주시(공주시장)          | 2006년 11월 6일 지정                                          |      |
| 475호 |      | 서산 부장리 고분군 (瑞山 副長里 古墳群) (Ancient Tombs in Bujang-ri, Seosan) | 충남 서산시 음암면 음암로 499 (부장리)                           | 서산시(서산시장)          | 2006년 11월 6일 지정                                          |      |
| 476호 |      | 경주 황성동 고분 (慶州 隍城洞 古墳) (Ancient Tomb in Hwangseong-dong, Gyeongju) | 경북 경주시 황성동 906-5                                         | 경주시                    | 2007년 1월 2일 지정                                           |      |
| 477호 |      | 상주 복룡동 유적 (尙州 伏龍洞 遺蹟) (Archaeological Site in Bongnyong-dong, Sangju) | 경북 상주시 복룡동 283-7번지 일원                                | 상주시(상주시장)          | 2007년 5월 31일 지정                                          |      |
| 478호 |      | 수원 화성행궁 (水原 華城行宮) (Temporary Palace at Hwaseong Fortress, Suwon) | 경기 수원시 팔달구 남창동 6-2번지                                | 수원시(수원시장)          | 2007년 6월 8일 지정                                           |      |
| 479호 |      | 북한산성 행궁지 (北漢山城 行宮址) (Temporary Palace Site at Bukhansanseong Fortress) | 경기 고양시 덕양구 북한동 169번지                                | 고양시(고양시장)          | 2007년 6월 8일 지정                                           |      |
| 480호 |      | 남한산성 행궁 (南漢山城 行宮) (Temporary Palace at Namhansanseong Fortress) | 경기 광주시 남한산성로 784-29 (남한산성면, 남한산성행궁) 외 일원 | 경기도                    | 2007년 6월 8일 지정                                           |      |
| 481호 |      | 부여 홍산현 관아 (扶餘 鴻山縣 官衙) (Hongsan-hyeon Government Office, Buyeo) | 충남 부여군 홍산면 동헌로 38, 일원 (남촌리)                      | 충청남도 부여군(부여군수) | 2007년 7월 31일 지정                                          |      |
| 482호 |      | 김제군 관아와 향교 (金堤郡 官衙와 鄕校) (Gimje-gun Government Office and Local Confucian School) | 전북 김제시 교동 7-3 등 일원                                     | 전라북도 김제시(김제시장) | 2007년 7월 31일 지정                                          |      |
| 483호 |      | 나주목 관아와 향교 (羅州牧 官衙와 鄕校) (Naju-mok Government Office and Local Confucian School) | 전남 나주시 과원동, 금계동 일원                                  | 전라남도 나주시(나주시장) | 2007년 7월 31일 지정                                          |      |
| 484호 |      | 거제현 관아 (巨濟縣 官衙) (Geoje-hyeon Government Office) | 경남 거제시 거제면 동상리 546 등 일원                            | 경상남도 거제시(거제시장) | 2007년 7월 31일 지정                                          |      |
| 485호 |      | 화순 쌍산 항일의병 유적 (和順 雙山 抗日義兵 遺蹟) (Historic Site of Anti-Japanese Army in Ssangsan Mountain, Hwasun)                                                                                                   | 전남 화순군 이양면 증리 산12번지 외                              | 전라남도 화순군(화순군수) | 2007년 8월 3일 지정                                           |      |
| 486호 |      | 창녕 비봉리 패총 (昌寧 飛鳳里 貝塚) (Shell Mound in Bibong-ri, Changnyeong) | 경남 창녕군 부곡면 비봉리 43번지 일원                            | 경상남도 창녕군(창녕군수) | 2007년 8월 28일 지정                                          |      |
| 487호 |      | 서귀포 김정희 유배지 (西歸浦 金正喜 流配址) (Kim Jeong-hui's Home in Exile, Seogwipo) | 제주 서귀포시 대정읍 추사로 44, 일원 (안성리)                    | 서귀포시(서귀포시장)      | 2007년 10월 10일 지정                                         |      |
| 488호 |      | 달성 도동서원 (達城 道東書院) (Dodongseowon Confucian Academy, Dalseong) | 대구 달성군 구지면 도동리 35번지                                 | 달성군(달성군수)          | 2007년 10월 10일 지정                                         |      |
| 489호 |      | 춘천 신매리 유적 (春川 新梅里 遺蹟) (Archaeological Site in Sinmae-ri, Chuncheon) | 강원 춘천시 서면 신매리 302번지 등                               | 춘천시(춘천시장)          | 2007년 11월 14일 지정                                         |      |
| 490호 |      | 강릉 초당동 유적 (江陵 草堂洞 遺蹟) (Archaeological Site in Chodang-dong, Gangneung) | 강원 강릉시 초당동 84-2 등                                       | 강릉시(강릉시장)          | 2007년 12월 3일 지정                                          |      |
| 491호 |      | 영주 금성대군 신단 (榮州 錦城大君 神壇) (Altar for Prince Geumseong, Yeongju) | 경북 영주시 순흥면 내죽리 70번지 일원                            | 영주시                    | 2007년 12월 31일 지정                                         |      |
| 492호 |      | 광양 마로산성 (光陽 馬老山城) (Marosanseong Fortress, Gwangyang) | 전남 광양시 광양읍 용강리 산78번지 외1                           | 광양시                    | 2007년 12월 31일 지정                                         |      |
| 493호 |      | 포항 법광사지 (浦項 法光寺址) (Beopgwangsa Temple Site, Pohang) | 경북 포항시 북구 신광면 상읍리 967번지 일원                      | 포항시                    | 2008년 1월 30일 지정                                          |      |
| 494호 |      | 정읍 고사부리성 (井邑 古沙夫里城) (Gosaburiseong Fortress, Jeongeup) | 전북 정읍시 고부면 고부리 산1-1 일원                             | 정읍시                    | 2008년 5월 28일 지정                                          |      |
| 495호 |      | 양양 낙산사 일원 (襄陽 洛山寺 一圓) (Naksansa Temple and Surroundings, Yangyang) | 강원 양양군 강현면 낙산사로 100, 일원 (전진리)                   | 대한불교조계종 낙산사     | 2008년 12월 18일 지정                                         |      |
| 496호 |      | 김제 금산사 일원 (金堤 金山寺 일원) (Geumsansa Temple and Surroundings, Gimje) | 전북 김제시 금산면 모악15길 1, 일원 (금산리)                     | 대한불교조계종 금산사     | 2008년 12월 18일 지정                                         |      |
| 497호 |      | 서울 이화장 (서울 梨花莊) (Ihwajang House, Seoul) | 서울 종로구 이화장1길 32, 등 (이화동)                            | 이인수                    | 2009년 4월 28일 지정                                          |      |
| 498호 |      | 장흥 석대들 전적 (長興 石臺들 戰蹟) (Seokdaedeul Battlefield, Jangheung) | 전남 장흥군 장흥읍 남외리 164-5번지 일원                         | 장흥군                    | 2009년 5월 11일 지정                                          |      |
| 499호 |      | 함양 남계서원 (咸陽 灆溪書院) (Namgyeseowon Confucian Academy, Hamyang) | 경남 함양군 수동면 남계서원길 8-11, 일원 (원평리)                | 경상남도 함양군           | 2009년 5월 26일 지정                                          |      |
| 500호 |      | 용인 보정동 고분군 (龍仁 寶亭洞 古墳群) (Ancient Tombs in Bojeong-dong, Yongin) | 경기 용인시 기흥구 보정동 산121-2번지 일원                       | 용인시                    | 2009년 6월 24일 지정                                          |      |
| 501호 |      | 보령 충청수영성 (保寧 忠淸水營城) (Navy Headquarters of Chungcheong-do Province, Boryeong) | 충남 보령시 오천면 소성리 931번지 일대                           | 보령시                    | 2009년 8월 24일 지정                                          |      |
| 502호 |      | 경주 불국사 (慶州 佛國寺) (Bulguksa Temple, Gyeongju) | 경북 경주시 불국로 385, 등 (진현동)                              | 대한불교조계종 불국사     | 2009년 12월 21일 지정                                         |      |
| 503호 |      | 보은 법주사 (報恩 法住寺) (Beopjusa Temple, Boeun) | 충북 보은군 속리산면 사내리 산1-1번지 등                         | 대한불교조계종 법주사     | 2009년 12월 21일 지정                                         |      |
| 504호 |      | 합천 해인사 (陜川 海印寺) (Haeinsa Temple, Hapcheon) | 경남 합천군 가야면 해인사길 122, 등 (치인리)                     | 대한불교조계종 해인사     | 2009년 12월 21일 지정                                         |      |
| 505호 |      | 구례 화엄사 (求禮 華嚴寺) (Hwaeomsa Temple, Gurye) | 전남 구례군 마산면 화엄사로 539, 등 (황전리)                     | 대한불교조계종 화엄사     | 2009년 12월 21일 지정                                         |      |
| 506호 |      | 순천 송광사 (順天 松廣寺) (Songgwangsa Temple, Suncheon) | 전남 순천시 송광면 송광사안길 100, 등 (신평리)                   | 대한불교조계종 송광사     | 2009년 12월 21일 지정                                         |      |
| 507호 |      | 순천 선암사 (順天 仙巖寺) (Seonamsa Temple, Suncheon) | 전남 순천시 승주읍 선암사길 450, 등 (죽학리)                     | 순천시                    | 2009년 12월 21일 지정                                         |      |
| 508호 |      | 해남 대흥사 (海南 大興寺) (Daeheungsa Temple, Haenam) | 전남 해남군 삼산면 구림리 766번지 등                             | 대한불교조계종 대흥사     | 2009년 12월 21일 지정                                         |      |